# 깜빡이는 행성상 성운
NGC 6826 또는 콜드웰 15는 백조자리 방향으로 지구로부터 약 2,000 광년 거리에 있는 행성상 성운이다. 많은 행성상성운이 깜빡이는 현상을 보여주나, 특히 이 천체는 애칭으로 '깜빡이는 행성상 성운'으로 불린다. 작은 망원경으로 보면 성운 중심부의 항성이 압도적으로 밝게 빛나 별을 두르는 성운을 가린다. 비껴보기 기술을 사용하여 관측할 경우 깜빡이는 현상을 관측할 수 있다.
성운의 특징으로는 천체 양쪽 끝 부분에 있는 밝은 구조 둘을 들 수 있다. 이 부분은 FLIERs(고속 저이온화 방출지역)로 명명된 구조로 나이는 상대적으로 젊으며 초음속 속도로 바깥쪽으로 이동하고 있다. 워싱턴 대학교 브루스 밸릭은 이 구조에 대해 다음과 같이 설명했다.
| “ | "...이 구조는 관측 결과로 추측해 볼 때 중심별로부터 아주 최근(약 1,000년 전)에 바깥으로 내쳐진 것으로 보인다. 그러나 겉모습으로는 마치 고정되어 있는 것처럼 보이며, 보다 늦게 별에서 탈출한 물질이 이 구조를 스쳐 지나가면서 FLIERs의 표면으로부터 기체를 벗겨내고 있다. FLIERs의 형성과정은 기존의 항성진화 모형으로는 쉽게 설명할 수 없다." | ” |

## 같이 보기
- 신판일반목록 천체 목록